# Alex Newell
Alex Eugene Newell (Lynn, Massachusetts, 21 de agosto de 1992) é um  ator e cantor tenor americano mais conhecido por sua interpretação de Wade "Unique" Adams na série Glee, vencedor do Tony Awards de Melhor Ator Coadjuvante em um Musical em 2023 por seu papel em Shucked. Ele também participou da primeira temporada do The Glee Project.

## Biografia

### Inicio da vida e educação
Newell nasceu em 21 de Agosto de 1992 em Lynn, Massachusetts. Seu pai morreu de câncer quando ele tinha apenas seis anos de idade, e desde então sua mãe o criou sozinha. Quando era um estudante do Bishop Fenwick High School, participou de grupos como o coral da escola, o clube de improvisação e o de trajes, terminando os estudos em 2012.  Ele também fazia parte do coral da igreja.

### The Glee Project
Newell fez sua primeira aparição quando participou do primeiro reality show chamado The Glee Project, o qual iria escolher o mais novo estudante da escola McKinley High, da famosa série musical Glee. Ele se escreveu através de um vídeo no YouTube quando ela ainda estava estudando no Bishop Fenwick High School. Ele foi selecionado como um dos 12 participantes que concorriam a 7 episódios da terceira temporada de Glee. Newell esteve presente em todos episódios e apesar de ficar na berlinda algumas vezes, conseguiu chegar a final ao lado de Lindsay Pearce, Damian McGinty Jr. e Samuel Larsen. Mesmo não sendo nomeado como o vencedor do programa, Newell ao lado de Lindsay Pearce ganharam dois episódios ancoras.

### Glee
Foi com seu talento incrível, mostrado em The Glee Project que Alex Newell foi escalado para o papel de Wade "Unique" Adams, uma adolescente transsexual que, antes de se redescobrir, expressa a sua identidade feminina através da música. Ela apareceu pela primeira vez em Glee no episódio da terceira temporada, "Saturday Night Glee-ver".
Um comentarista político conservador do Fox News Channel, Bill O'Reilly, condenou a representação de uma jovem mulher transexual. Em resposta Newell, comentou que foi o que ele mais gostou, quando Bill O'Reilly disse algo sobre seu papel. Ele disse ainda: "Minha mãe me disse que se Bill O'Reilly disser algo sobre você, é porque você está fazendo a coisa certa... Há mais pessoas me vendo agora. Isto é o que está acontecendo. Eles só não podem calá-lo. Há pessoas como Wade e Unique, e elas estão sendo elas mesmos. Se as crianças querem ir e fazer isso, que se expressem quem eles são"."
Newell retornou como um membro do elenco de Glee na estreia da Quarta temporada, "The New Rachel", ainda como Unique.

## Vida pessoal
Apesar de Newell ser aceito na Berklee College of Music, em Boston, para o outono de 2012, ele se mudou para Los Angeles para estar em Glee, quando ele foi convidado a se juntar ao elenco para quarta temporada da série.
Alex no Brasil. O cantor já esteve no país algumas vezes, dentre essas vezes destacam-se suas participações no projeto que acontece em Fortaleza - Ceará, BROADWAY BRASIL que é uma produção da DEBERTON ENTRETENIMENTO, em parceria com a BROADWAY DREAMS FOUNDATION, sob a direção geral e artística de André Gress, sendo sua primeira vinda para o projeto em 2016, e mais recente em abril de 2017.

## Filmografia
| Ano           | Título                              | Papel               | Notas                                                                  |
| ------------- | ----------------------------------- | ------------------- | ---------------------------------------------------------------------- |
| 2011          | The Glee Project                    | Ele mesmo           | Segundo colocado (com Lindsay Pearce); ganhando dois episódios em Glee |
| 2012–2015     | Glee                                | Wade "Unique" Adams | Papel recorrente - Elenco Principal (5º Temporada)                     |
| 2013          | Geography Club                      | Ike                 |                                                                        |
| 2020–presente | Zoey's Extraordinary Playlist       | Mo                  | Elenco Principal                                                       |
| 2020          | RuPaul's Secret Celebrity Drag Race | Madam That Bitch    | Vencedor                                                               |

## Referencias
1. ↑  Huston, Caitlin (May 2, 2023). «J. Harrison Ghee, Alex Newell Break Down Gender Barriers as Nonbinary Tony Acting Nominees». The Hollywood Reporter. Consultado em June 8, 2023 Verifique data em: |acessodata=, |data= (ajuda)
2. 1 2  Jensen, Michael (6 de maio de 2011). «Will Alex Newell be The Glee Project's Kurt Hummel?». AfterElton.com. Logo. Consultado em 21 de setembro de 2012
3. ↑  Newell, Alex (20 de agosto de 2012). «ANew92: It's my Birthday!!!!!!». Twitter. Consultado em 21 de setembro de 2012
4. 1 2 3  Woodman, Tenley (13 de setembro de 2012). «Alex Newell Gets Unique Chance on Glee». Boston Herald. Patrick J. Purcell. Consultado em 20 de setembro de 2012. Arquivado do original em 19 de outubro de 2012
5. ↑  Gagne, Emily (24 de abril de 2012). «O'Reilly says 'Glee' could turn kids gay». TV Guide.ca. Consultado em 21 de setembro de 2012. Arquivado do original em 19 de agosto de 2017